# Coquillettidia juxtamansonia
Coquillettidia juxtamansonia är en tvåvingeart som först beskrevs av Carlos Chagas 1907.  Coquillettidia juxtamansonia ingår i släktet Coquillettidia och familjen stickmyggor. Inga underarter finns listade i Catalogue of Life.